# 티탄 (신화)

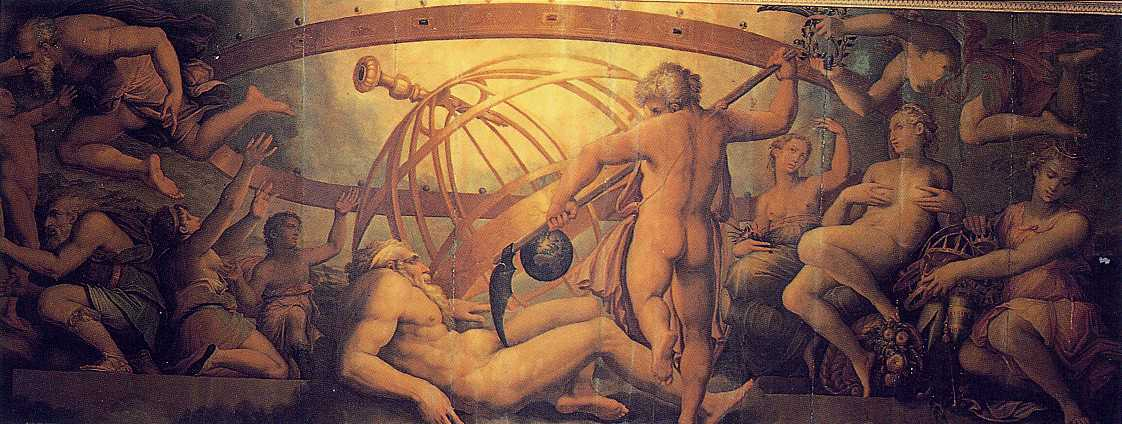
티탄족 크로노스가 아버지인 우라노스를 거세하는 모습.

티탄(그리스어: Τιτάν)은 그리스 신화에 등장하는 거대하고 강력한 신의 종족으로 다음 세대인 올림포스 신들이 세상을 지배하기 전 이른바 '황금 시대'를 다스렸다. 남성 티탄들을 티타네스, 여성 티탄들을 티타니데스라고 한다.
헤시오도스의 《신들의 계보》를 비롯한 문헌들에 처음 등장하는 12명의 티탄들은 우라노스와 가이아의 아들 6명과 딸 6명인데 가이아의 부추김을 받아 막내 아들 크로노스의 지도 아래 아버지 우라노스에 반기를 들고 전쟁을 일으켰으며 결국 우라노스를 몰아내고 세계를 지배했다. 그러나 크로노스의 아들 제우스가 역시 아버지에게 반기를 들고 일어나자 많은 티탄들이 크로노스의 편에서 제우스와 싸웠으며 이 전쟁을 "거인족의 전쟁"이라는 뜻의 티타노마키아라고 부른다. 제우스를 비롯한 올림푸스의 신들은 결국 이 전쟁에서 승리하고 티탄족을 지하세계인 타르타로스에 감금하고 봉인해버렸다.

## 티탄족의 명단
- 최초의 12명의 티탄족 : 우라노스와 가이아의 아들과 딸 (티탄 1세대)
  - 남신 (티타네스) : 오케아노스  ·  히페리온  ·  코이오스  ·  크로노스  ·  크리오스  ·  이아페토스
  - 여신 (티타니데스): 테티스  ·  테이아  ·  포이베  ·  레아  ·  므네모시네  ·  테미스

- 몇몇 티탄 1세대는 후손을 남겼는데 그들의 후손도 일부는 티탄족에 포함된다.
  - 히페리온의 후손들
    - 헬리오스 ·  에오스 · 셀레네

  - 코이오스의 딸들
    - 레토 · 아스테리아

  - 이아페토스의 아들들
    - 아틀라스  ·  프로메테우스  ·  에피메테우스  ·  메노이티오스

## 같이 보기
- 아수라
- 키클롭스
- 엘로힘
- 기간테스
- 그리스 태초신
- 헤카톤케이레스
- 요툰
- 반 (노르드 신화)